# Pachystylum bremii
Pachystylum bremii är en tvåvingeart som beskrevs av Macquart 1848. Pachystylum bremii ingår i släktet Pachystylum och familjen parasitflugor. Inga underarter finns listade i Catalogue of Life.